# Station Ter Apelkanaal-Vetstukkenmond

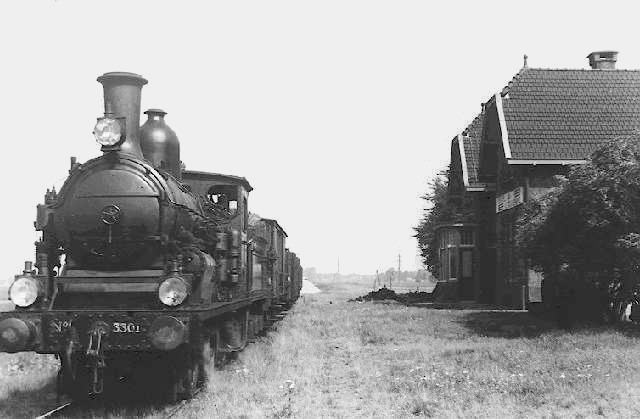
Station Ter Apelkanaal-Vetstukkenmond in 1950

Station Ter Apelkanaal-Vetstukkenmond is een voormalig spoorweghalte aan de spoorlijn Stadskanaal - Ter Apel Rijksgrens. De halte werd geopend op 2 mei 1924 en gesloten op 15 mei 1935.

## Stationsgebouw
Het stationsgebouw werd gebouwd in 1924 en gesloopt in 1968. Het gebouw leek op een dubbele brugwachterswoning. Een soortgelijk gebouw stond in Eerste Exloërmond.